# Nina Witt
Nina Witt (* 1987 in Berlin) ist eine deutsche Schauspielerin und Synchronsprecherin.

## Leben
Witt besuchte von 2010 bis 2013 die Stage School in Hamburg, die sie als bühnenfachreife Bühnendarstellerin verließ. Während ihrer Ausbildung war sie als Theaterschauspielerin für diverse deutschsprachige Produktionen tätig und war Teil des Schauspielerensembles verschiedener Hamburger Schauspielhäuser (Theater im Hafen Hamburg, Altonaer Theater, Kampnagel Hamburg). Darüber hinaus ist sie als Musicaldarstellerin aktiv und sang unter anderem für 3 Musketiere und West Side Story. Ihre Stimmlage ist Mezzosopran.
Seit 2015 arbeitet sie darüber hinaus als Sprecherin für Synchron-, Voice-over- und Hörspielproduktionen. Ihre Stimme lieh sie beispielsweise Starfire in DC Super Hero Girls, Saya in Naruto Shippūden oder Daisy in The Cleveland Show. Mit der Figur Barbara aus der Animeserie Little Witch Academia erhielt sie im Jahr 2017 eine erste durchgehende Rolle, weitere größere Engagements folgten mit der Rolle Hanano in Gin Tama oder Kayla in Game Shakers – Jetzt geht’s App.
Sie wohnt in Berlin und Hamburg.

## Synchronisation
- 2016: DC Super Hero Girls
- 2016: Doki
- 2016: Game Shakers – Jetzt geht’s App
- 2016: Willkommen bei den Louds
- 2017: Carrie Pilby
- 2017: Little Witch Academia
- 2017: Scream Queens
- 2017: The Royals
- 2017: Naruto Shippūden
- 2019: Pandora als Jax
- seit 2021: AlRawabi School for Girls (Fernsehserie)